# Paul Bonhomme

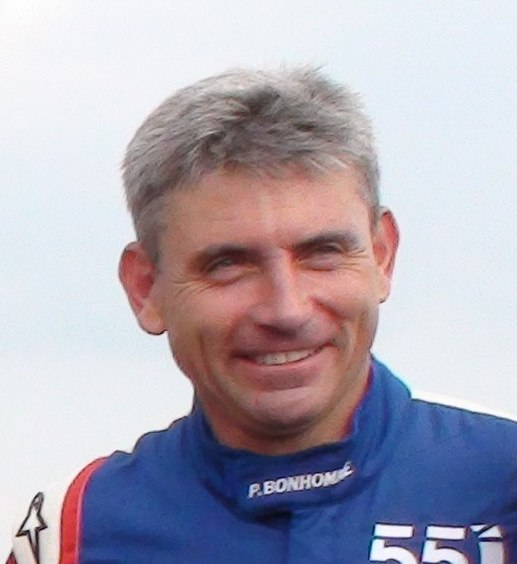
Paul Bonhomme

Paul Bonhomme (22 de setembro de 1964) é um piloto comercial e acrobático inglês.
Bonhomme nasceu numa família de aviadores. Seu pai era um piloto comercial e sua mãe era comissária de bordo.Seu irmão é um piloto comercial.
Bonhomme começou sua carreira na aviação em 1980 na White Waltham Airfield e trabalhava limpando hangares, polindo aviões e reabastecendo aeronaves.
Com 18 anos  ganhou a licença particular de piloto e subsequentemente se transformou em instrutor de voo. Em 1985 ele virou piloto de táxi aéreo e em 1987 trabalhou na Air Cymrua, na Welsh charter airline, pilotando o Boeing 737.
Sua carreira acrobática começou em 1986, voando uma Ultimate Pitts. 
Bonhomme se diverte com motociclismo on-road e off-road , mountain biking e jogando golfe.